# Liste der Tierarten im Nationalpark Gorongosa
Die Liste der Tierarten im Nationalpark Gorongosa wurde ausgegliedert, um die Übersichtlichkeit des eigentlichen Artikels zu wahren. Sie ist untergliedert in Klassen und, wenn sinnvoll, in Ordnungen.

## Säugetiere

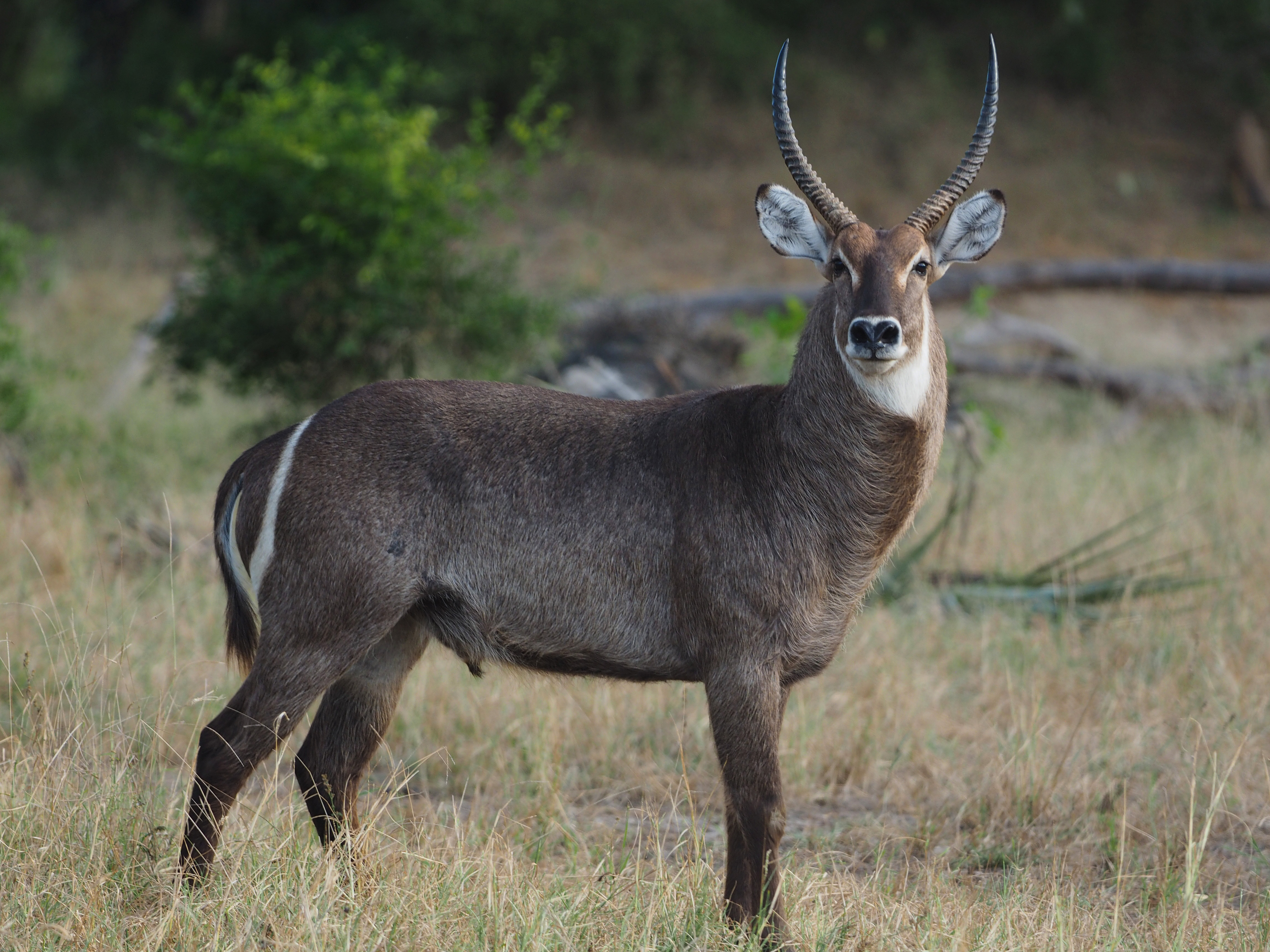
Wasserbock im Nationalpark Gorongosa

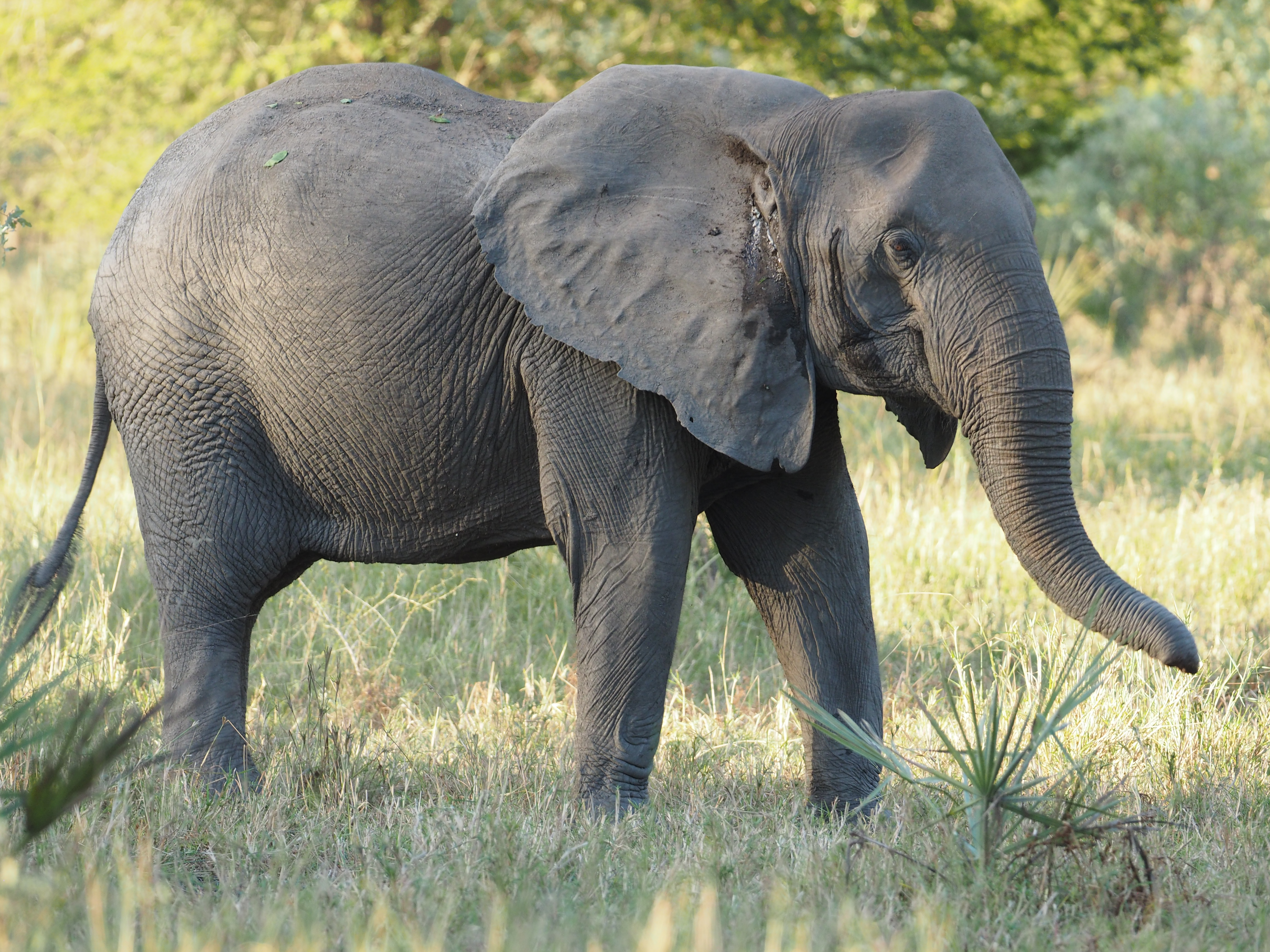
Afrikanischer Elefant im Nationalpark Gorongosa

### Paarhufer
- Afrikanischer Büffel (Syncerus caffer)
- Flusspferd (Hippopotamus amphibius)
- Buschbock (Tragelaphus scriptus)
- Elenantilope (Taurotragus oryx)
- Großriedbock (Redunca arundium)
- Gemeiner Riedbock (Redunca redunca)[1]
- Streifengnu (Connochaetes taurinus)
- Großer Kudu (Tragelaphus strepsiceros)
- Kronenducker (Sylvicapra grimmia)
- Impala (Aepyceros melampus)
- Lichtenstein-Antilope (Alcelaphus lichtensteinii)
- Nyala (Tragelaphus angasii)
- Bleichböckchen oder Oribi (Ourebia ourebi)
- Moschusböckchen (Neotragus moschatus)[1]
- Klippspringer (Oreotragus oreotragus)[1]
- Sharpe-Greisbock (Raphiceros sharpei)[1]
- Rotducker (Cephalophus natalensis)
- Rappenantilope (Hippotragus niger)
- Ellipsen-Wasserbock (Kobus ellipsiprymnus)
- Warzenschwein (Phacochoerus africanus)
- Pinselohrschwein oder Flussschwein (Potamochoerus porcus)
- Angeblich soll auch das Wüstenwarzenschwein (Phacochoerus aethiopicus) vorkommen.

### Unpaarhufer
- Burchell-Zebra (Equus burchellii crawshaii), eine Unterart der Steppenzebras

### Rüsseltiere
- Afrikanischer Elefant (Loxodonta africana)

### Raubtiere
- Löwe (Panthera leo)
- Leopard (Panthera pardus)
- Serval (Leptailurus serval)
- Afrikanische Zibetkatze (Civettictis civetta)
- Afrikanischer Wildhund (Lycaon pictus)
- Streifenschakal (Canis adustus)
- Tüpfelhyäne (Crocuta crocuta)
- Schabrackenhyäne (Hyaena brunnea)[1]
- Großfleck-Ginsterkatze (Genetta tigrina)
- Ichneumon (Herpestes ichneumon)
- Schlankmanguste (Galerella sanguinea)
- Honigdachs (Mellivora capensis)

### Primaten
- Großohr-Riesengalago (Otolemur crassicaudatus)
- Diademmeerkatze (Cercopithecus mitis)
- Steppenpavian oder Gelbe Pavian (Papio cynocephalus)
- Südliche Grünmeerkatze (Chlorocebus pygerythrus)

### Fledertiere
- Gewöhnliche Rundblattnase (Hipposideridae caffer)

### Schliefer
- Klippschliefer oder Klippdachs (Procavia capensis)

### Nagetiere
- Rotbauchiges Buschhörnchen (Paraxerus palliatus)
- Südafrikanisches Stachelschwein (Hystrix africaeaustralis)
- Gorongosa Gerbil (Tatera inclusa)

### Hasenartige
- Buschhase (Lepus saxatilis)

### Schuppentiere
- Steppenschuppentier (Manis temminckii)

## Vögel

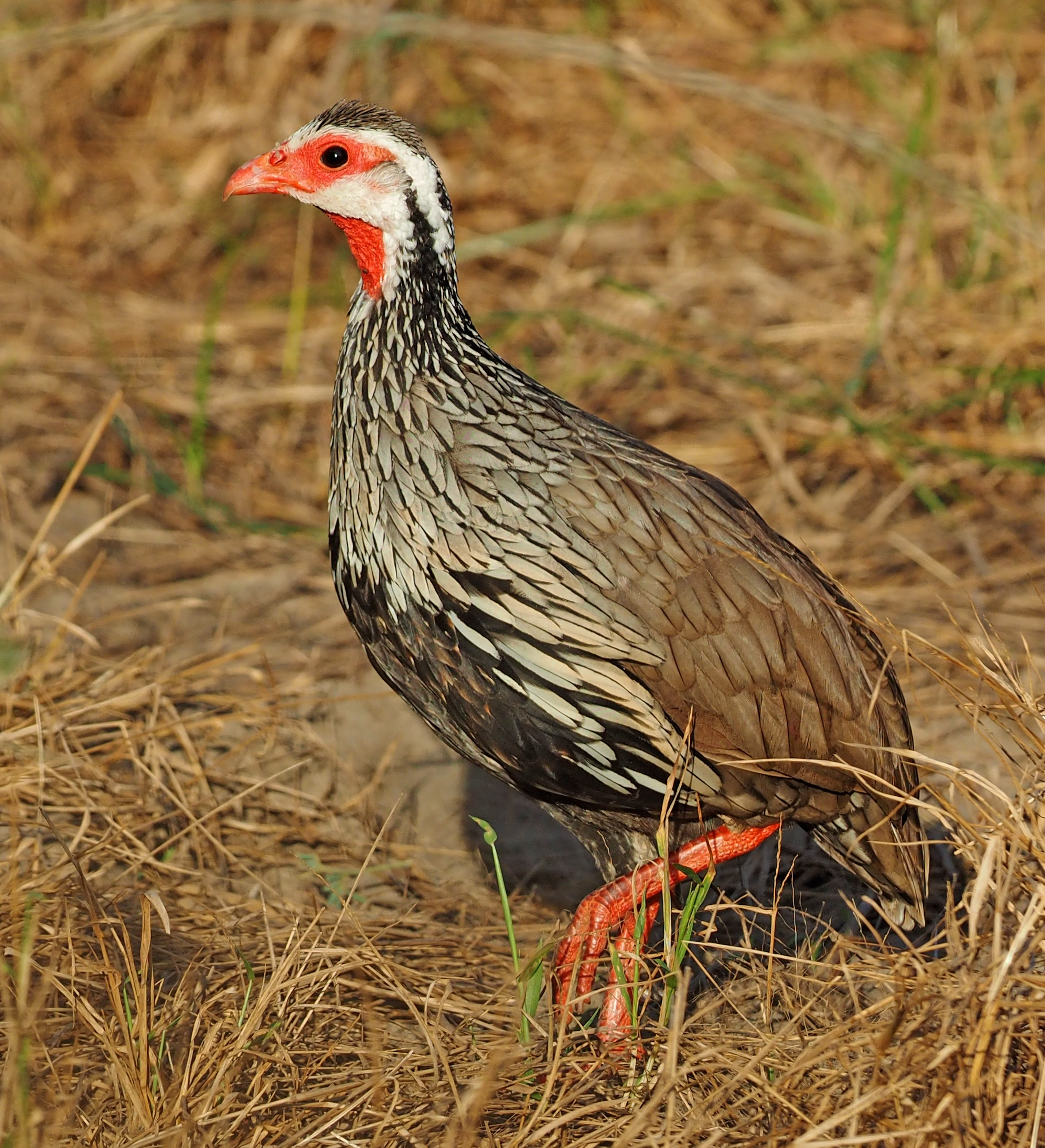
Rotkehlfrankolin im Nationalpark Gorongosa

Im Nationalpark Gorongosa gibt es über 400 verschiedene Vogelarten.

### Gänsevögel
- Sporngans (Plectropterus gambensis)

### Schreitvögel
- Reiher
  - Schwarzhalsreiher (Ardea melanocephala)
  - Hammerkopf oder Schattenvogel (Scopus umbretta)
- Störche
  - Marabu (Leptoptilos crumeniferus)
  - Sattelstorch (Ephippiorhynchus senegalensis)
- andere Schreitvögel
  - Hagedasch (Bostrychia hagedash)
  - Graurückendommel oder Schieferdommel (Ixobrychus sturmii)

### Ruderfüßer
- Afrika-Schlangenhalsvogel (Anhinga melanogaster rufa)

### Regenpfeiferartige
- Blaustirn-Blatthühnchen (Actophilornis africana)
- Waffenkiebitz (Vanellus armatus)
- Langzehenkiebitz (Vanellus crassirostris)

### Kranichvögel
- Südafrika-Kronenkranich oder Grauhals-Kronenkranich (Balearica regulorum)
- Schwarzbauchtrappe (Eupodotis melanogaster)
- Klunkerkranich (Bugeranus carunculatus)[1]

### Hühnervögel
- Rotkehlfrankolin (Pternistis afer)

### Greifvögel
- Schreiseeadler (Haliaeetus vocifer)
- Gaukler (Terathopius ecaudatus)
- Gelbschnabelige Schwarzmilan (Milvus migrans)
- Sekretär (Sagittarius serpentarius)[1]

### Eulen
- Fleckenuhu (Bubo africanus)

### Spechtvögel
- Halsband-Bartvogel oder Schwarznacken-Bartvogel (Lybius torquatus)
- Goldschwanzspecht (Campethera abingoni)

### Rackenvögel
- Rotgesicht-Hornrabe (Bucorvus leadbeateri)
- Senegalliest (Halcyon senegalensis)
- Bienenfresser (Merops apiaster)
- Zimtroller (Eurystomus glaucurus)

### Papageien
- Braunkopfpapagei (Poicephalus cryptoxanthus)

### Kuckucksvögel
- Burchell's Coucal (Centropus burchelli)
- Smaragdkuckuck (Chrysococcyx cupreus)

### Mausvögel
- Braunflügel-Mausvogel (Colius striatus)

### Sperlingsvögel
- Maskenpirol (Oriolus larvatus)
- Grünkopfpirol (Oriolus chlorocephalus)
- Morgenrötel (Cichladusa arquata)
- Vangaschnäpper (Bias musicus)
- Bartgrassänger (Melocichla mentalis)
- Savannenzistensänger (Cisticola brachypterus)
- Fahlbatis (Batis soror)
- Gelbkehlpieper (Macronyx croceus)
- Graukopfwürger (Malaconotus blanchoti)
- Amethystglanzstar (Cinnyricinclus leucogaster)
- Roter Tropfenastrild (Hypargos niveoguttatus)
- Webervogel (Anaplectes rubriceps)

## Reptilien

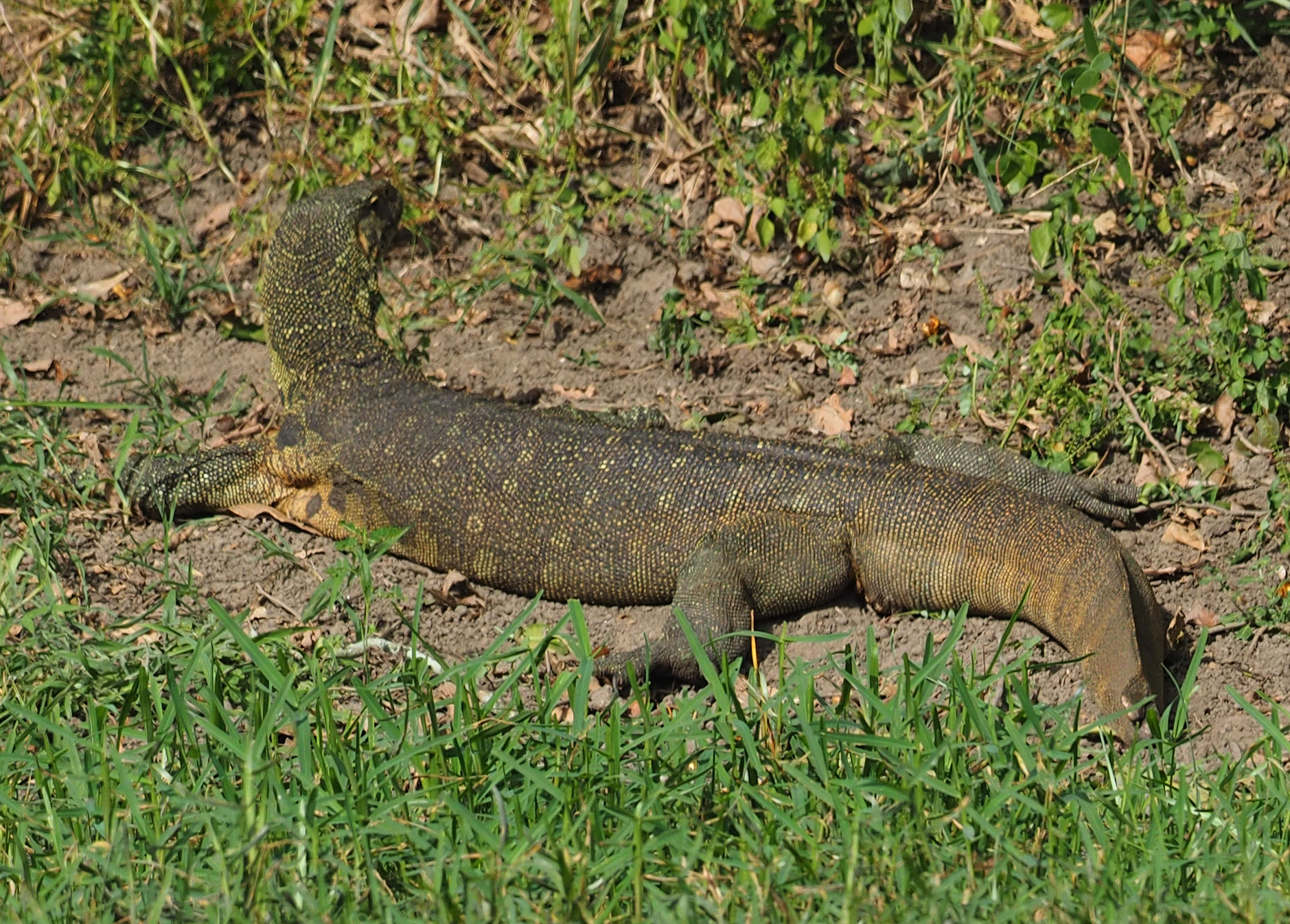
Nilwaran im Nationalpark Gorongosa

### Krokodile
- Nilkrokodil (Crocodylus niloticus)

### Schildkröten
- Ostafrikanische Glattrand-Gelenkschildkröte (Kinixys belliana belliana)
- Gezähnelte Pelomeduse (Pelusios sinuatus)

### Schuppenkriechtiere
- Schlangen
  - Südafrikanische Baumnatter, auch Kap-Baumnatter oder Kap-Vogelnatter (Thelotornis capensis)
  - Gefleckte Buschschlange (Philothamnus semivariegatus)
  - Phillips Sandrennnatter (Psammophis phillipsi)
  - Getigerte Katzennatter (Telescopus semiannulatus)
  - Mosambik-Speikobra (Naja mossambica)
  - Schnauzen-Krötenviper oder Defilippis Nachtotter (Causus defilippii)
  - Kap-Schlankblindschlange (Leptotyphlops conjunctus)
- Skinke
  - Mocambique Schlankskink (Lygosoma afer)
  - Streifenskink (Mabuya striata)
  - Chirindia swynnertoni
- Geckoartige
  - Afrikanischer Hausgecko (Hemidactylus mabouia)
- Chamäleons
  - Lappenchamäleon (Chamaeleo dilepis)
  - Gorongosa Blattchamäleon (Rhampholeon gorongosae Synonym: Rhampholeon marshalli gorongosa)
- Agamen
  - Mosambikagame (Agama mossambica)
- Warane
  - Nilwaran (Varanus niloticus)

## Amphibien

### Froschlurche
- Kröten
  - Rote Kröte (Schismaderma carens)
  - Südliche Pantherkröte (Bufo gutturalis)
- Engmaulfrösche
  - Zweistreifiger Wendehalsfrosch (Phrynomantis bifasciatus)
  - Ostafrikanische Kurzkopffrosch, auch Gemeiner Regenfrosch oder Mosambik-Regenfrosch (Breviceps mossambicus)
- Echte Frösche
  - Marmorierter Ferkelfrosch (Hemisus marmoratus)
  - engl. Striped Stream Frog (Strongylopus fasciatus)
- Riedfrösche
  - Gelbgefleckter Riedfrosch, auch Marmorierter Riedfrosch oder Ornament-Riedfrosch (Hyperolius marmoratus)
- Ruderfrösche
  - Grauer Baumfrosch, auch Schaumnestlaubfrosch (Chiromantis xerampelina)
- Langfingerfrösche
  - Arthroleptis xenodactyloides

## Fische

### Knochenzünglerartige
- Riesen-Nilhecht (Mormyrops anguilloides)
- Nilhecht (Hippopotamyrus ansorgii)

### Aalartige
- Afrikanischer Gesprenkelter Aal (Anguilla bengalensis labiata)
- Indopazifischer Aal (Anguilla marmorata)

### Sandfischartige
- Gorongosa-Knerie (Parakneria mossambica)

### Karpfenartige
- Berglabeo (Labeo cylindricus)
- engl. Pungwe chiselmouth (Varicorhinus pungweensis)

### Salmlerartige
- engl. Chessa (Distichodus shenga)
- Nkupe (Distichodus mossambicus)

### Welsartige
- Afrikanischer Raubwels (Clarias gariepinus)
- Hilda’s Grunter oder Grunter Hildas (Amarginops hildae)
- engl. Zambezi electric catfish (Malapterurus shirensis), gehört zur Familie der Elektrischen Welse

### BuntbarscheundGrundeln
- Sparrman-Buntbarsch (Tilapia sparrmanii)
- Messing-Maulbrüter (Pseudocrenilabrus philander)
- Rotbrüstige Tilapie oder Rendalls Tilapie (Coptodon rendalli)
- Awaous aeneofuscus
- Flachkopfgrundel (Glossogobius giuris)

### Zahnkärpflinge
- Gestreifter Topminnow (Aplocheilichthys katangae)

### Lungenfische
- Westafrikanischer Lungenfisch (Protopterus annectens brieni)